# Premi Goya 2006
La cerimonia di premiazione della 20ª edizione dei Premi Goya si è svolta il 29 gennaio 2006 al Palacio de Congresos di Madrid.

## Vincitori e candidati
I vincitori sono indicati in grassetto, a seguire gli altri candidati.

### Miglior film
- La vita segreta delle parole (La vida secreta de las palabras), regia di Isabel Coixet
- 7 vírgenes, regia di Alberto Rodríguez
- Obaba, regia di Montxo Armendáriz
- Princesas, regia di Fernando León de Aranoa

### Miglior regista
- Isabel Coixet - La vita segreta delle parole (La vida secreta de las palabras)
- Alberto Rodríguez - 7 vírgenes
- Benito Zambrano - Habana Blues
- Montxo Armendáriz - Obaba

### Miglior attore protagonista
- Óscar Jaenada - Camarón
- Manuel Alexandre - Intramontabile effervescenza (Elsa & Fred)
- Eduard Fernández - El método
- Juan José Ballesta - 7 vírgenes

### Migliore attrice protagonista
- Candela Peña - Princesas
- Adriana Ozores - Heroína
- Emma Vilarasau - Para que no me olvides
- Nathalie Poza - Malas temporadas

### Miglior attore non protagonista
- Carmelo Gómez - El método
- Javier Cámara - La vita segreta delle parole (La vida secreta de las palabras)
- Fernando Guillén - Otros días vendrán
- Enrique Villén - Ninette

### Migliore attrice non protagonista
- Elvira Mínguez - Tapas
- Pilar López de Ayala - Obaba
- Verónica Sánchez - Camarón
- Marta Etura - Para que no me olvides

### Miglior attore rivelazione
- Jesús Carroza - 7 vírgenes
- Álex González - Segundo asalto
- Luis Callejo - Princesas
- Pablo Echarri - El método

### Migliore attrice rivelazione
- Micaela Nevárez - Princesas
- Bárbara Lennie - Obaba
- Isabel Ampudia - 15 días contigo
- Alba Rodríguez - 7 vírgenes

### Miglior regista esordiente
- José Corbacho e Juan Cruz - Tapas
- Asier Altuna e Telmo Esnal - Aupa Etxebeste!
- Guillem Morales - El habitante incierto
- Santiago Tabernero - Vida y color

### Miglior sceneggiatura originale
- Isabel Coixet - La vita segreta delle parole (La vida secreta de las palabras)
- Alberto Rodríguez e Rafael Cobos - 7 vírgenes
- Eduard Cortés e Piti Español - Otros días vendrán
- Fernando León de Aranoa - Princesas

### Miglior sceneggiatura non originale
- Marcelo Piñeyro e Mateo Gil - El método
- Jose Luis Garci e Horacio Valcárcel - Ninette
- Montxo Armendáriz - Obaba
- Roberto Santiago - El penalti más largo del mundo

### Miglior produzione
- Esther García - La vita segreta delle parole (La vida secreta de las palabras)
- Ernesto Chao e Eduardo Santana - Habana Blues
- Puy Oria - Obaba
- Tino Pont - Camarón

### Miglior fotografia
- Jose Luis López-Linares - Iberia
- Javier Aguirresarobe - Obaba
- José Luis Alcaine - Otros días vendrán
- Raúl Pérez Cubero - Ninette

### Miglior montaggio
- Fernando Pardo - Habana Blues
- Iván Aledo - El método
- Julia Juániz - Iberia
- Miguel González Sinde - Ninette

### Miglior colonna sonora
- Juan Antonio Leyva, José Luis Garrido, Equis Alfonso, Dayan Abad, Descemer Bueno, Kiki Ferrer e Kelvis Ochoa - Habana Blues
- Eva Gancedo - La noche del hermano
- Pablo Cervantes - Ninette
- Roque Baños - Fragile - A Ghost Story (Frágiles)

### Miglior canzone
- Me llaman calle, regia di Manu Chao - Princesas
- Laura di Dani Martín - Sinfin, el retorno del rock
- Los malos amores di Eva Gancedo e Yamil - La noche del hermano
- Llora por tus miserias, regia di Mario Gaitán - Bagdad rap

### Miglior scenografia
- Gil Parrondo - Ninette
- Félix Murcia e Federico G. Cambero - Para que no me olvides
- Julio Esteban e Julio Torrecilla - Obaba
- Marta Blasco - Segundo asalto

### Migliori costumi
- María José Iglesias - Camarón
- Bina Daigeler - Princesas
- Janty Yates - Le crociate - Kingdom of Heaven (El reino de los cielos)
- Sonia Grande - Hormigas en la boca

### Miglior trucco e acconciatura
- Romana González e Josefa Morales - Camarón
- Jorge Hernández e Fermín Galán - El calentito
- Carlos Hernández e Manolo García - Princesas
- Paillette e Annie Marandin - Les Dalton

### Miglior sonoro
- Carlos Bonmati, Alfonso Pino e Pelayo Gutiérrez - Obaba
- Eladio Reguero e David Calleja - Los nombres de Alicia
- Miguel Rejas e Alfonso Raposo e Polo Aledo - Princesas
- Miguel Rejas e José Antonio Bermúdez - Ninette

### Migliori effetti speciali
- David Martí, Montse Ribe, Félix Cordón, Félix Bergés e Rafael Solórzano - Fragile - A Ghost Story (Frágiles)
- Juan Ramón Molina, Pablo Núñez, Ana Núñez, Antonio Ojeda e Carlos Martínez - Las llaves de la independencia
- Reyes Abades, Carlos Lozano, Alberto Esteban, Pablo Núñez e Ana Núñez - Un rey en La Habana
- Reyes Abades, Chema Remacha, Alberto Esteban e Pablo Urrutia - Obaba

### Miglior film d'animazione
- Una magica notte d'estate (El sueño de una noche de San Juan), regia di Ángel de la Cruz e Manolo Gómez
- Gisaku, regia di Baltasar Pedrosa

### Miglior documentario
- Cineastas contra magnates, regia di Carlos Benpar
- Iberia, regia di Carlos Saura
- Trece entre mil, regia di Iñaki Arteta
- Veinte años no es nada, regia di Joaquín Jordá

### Miglior film europeo
- Match Point, regia di Woody Allen
- La caduta - Gli ultimi giorni di Hitler (Der Untergang), regia di Oliver Hirschbiegel
- The Constant Gardener - La cospirazione (The Constant Gardener), regia di Fernando Meirelles
- Les choristes - I ragazzi del coro (Les Choristes), regia di Christophe Barratier

### Miglior film straniero in lingua spagnola
- Iluminados por el fuego, regia di Tristán Bauer
- Alma mater, regia di Álvaro Buela
- Mi mejor enemigo, regia di Álex Bowen
- Rosario Tijeras, regia di Emilio Maillé

### Miglior cortometraggio di finzione
- Nana, regia di José Javier Rodríguez Melcón
- Bota de oro, regia di José Luis Baringo e Ramón Tarrés Reguant
- El examinador, regia di José Antonio Pajares Almeida
- El intruso, regia di David Cánovas
- Hiyab, regia di Xavi Sala

### Miglior cortometraggio documentario
- En la cuna del aire, regia di Rodolfo Montero de Palacio
- Castilla y León, patrimonio de la humanidad, regia di Antonio Giménez-Rico
- Nenyure, regia di Jorge Rivero

### Miglior cortometraggio d'animazione
- Tadeo Jones, regia di Enrique Gato Borregán
- La gallina ciega, regia di Isabel Herguera
- La leyenda del espantapájaros, regia di Marco Besas
- La luz de la esperanza, regia di Ricardo Puertas
- Semilla del recuerdo, regia di Renato Roldán

### Premio Goya alla carriera
- Pedro Masó